# Улица Мутанабби
Улица Мутанабби (араб. شارع المتنبي‎) — одна из улиц находящаяся в старинном квартале Багдада. Исторический центр книжной торговли, на улице расположено множество книжных магазинов и прилавков. Улица была названа в честь иракского поэта-классика X века Аль-Мутанабби. Эта улица стала центром культурной и литературной жизни Багдада.

## Закрытие и переоткрытие улицы
5 марта 2007 года на этой улице произошёл взрыв, от которого погибло 26 человек. Взрывчатка была заложена в машину. Теракт негативно повлиял на ведение книжного бизнеса и практически вся торговля была прекращена. 18 декабря 2008 года премьер-министр Ирака Аль-Малики официально заново открыл улицу после ремонта и ликвидации последствий теракта.